# Lohmühle (Dürrwangen)
Lohmühle ist ein Gemeindeteil des Marktes Dürrwangen im Landkreis Ansbach (Mittelfranken, Bayern). Lohmühle liegt in der Gemarkung Haslach.

## Geografie
Die Einöde liegt am Hühnerbächlein, das ein rechter Zufluss der Sulzach ist, und ist unmittelbar von Acker- und Grünland umgeben. Ein Anliegerweg führt zu einer Gemeindeverbindungsstraße (0,1 km nordöstlich), die nach Witzmannsmühle zur Staatsstraße 2220 (0,5 km nordwestlich) bzw. nach Haslach zur Kreisstraße AN 41 verläuft (0,6 km südwestlich).

## Geschichte
Die Fraisch über Lohmühle war umstritten. Sie wurde sowohl vom ansbachischen Oberamt Wassertrüdingen als auch vom oettingen-spielbergischen Oberamt Dürrwangen beansprucht. Gegen Ende des 18. Jahrhunderts gab es eine Untertansfamilie, die das Oberamt Dürrwangen als Grundherrn hatte. Von 1797 bis 1808 unterstand der Ort dem Justiz- und Kammeramt Wassertrüdingen.
Infolge des Gemeindeedikts wurde Lohmühle 1809 dem Steuerdistrikt Dürrwangen und der Ruralgemeinde Halsbach zugeordnet. Mit dem Zweiten Gemeindeedikt (1818) wurde sie in die neu gebildete Ruralgemeinde Haslach umgemeindet. Am 1. Mai 1978 wurde Lohmühle im Zuge der Gebietsreform in Bayern nach Dürrwangen eingegliedert.

### Ehemaliges Baudenkmal
- Ehemalige Mühle. Neben dem weitgehend erneuerten Wohngebäude freistehendes Altsitzhaus, 18. Jahrhundert; Erdgeschoss Sandstein, Obergeschoss einfacheres Fachwerk. Walmdach.[11]

### Einwohnerentwicklung
| Jahr      | 001818 | 001840 | 001861 | 001871 | 001885 | 001900 | 001925 | 001950 | 001961 | 001970 | 001987 | 001995 | 002005 | 002011 | 002017 |
| Einwohner | 7      | 4      | 7      | 6      | 7      | 6      | 5      | 5      | 5      | 5      | 6      | 4      | 0      | 0      | 2      |
| Häuser    | 1      | 1      |        |        | 2      | 1      | 1      | 1      | 1      |        | 1      |        |        |        |        |
| Quelle    | [ 13 ] | [ 14 ] | [ 15 ] | [ 16 ] | [ 17 ] | [ 18 ] | [ 19 ] | [ 20 ] | [ 21 ] | [ 22 ] | [ 23 ] |        |        |        | [ 1 ]  |

## Religion
Der Ort ist römisch-katholisch geprägt und bis heute nach St. Peter und Paul (Halsbach) gepfarrt. Die Protestanten sind nach Zur Lieben Frau (Dorfkemmathen) gepfarrt.